# スペシャルアクターズ
『スペシャルアクターズ』（SPECIAL ACTORS）は、2019年製作の日本の映画。監督・脚本は上田慎一郎。
『ピンカートンに会いにいく』や『鈴木家の嘘』などを製作してきた、松竹ブロードキャスティングのオリジナル映画プロジェクト第7弾。監督の上田にとって、本作は『カメラを止めるな!』に続いて劇場用長編第2作目となる。

## ストーリー
売れない役者の和人（大澤数人）は、約5年ぶりに疎遠になっていた弟・宏樹（河野宏紀）に再会する。兄と同じく役者として活動している宏樹は俳優事務所「スペシャルアクターズ」（スペアク）に所属しているといい、和人もその事務所に誘われる。そこは映画やドラマといった普通の役者の仕事の他に、演じることを使って依頼者の相談や悩み事を解決する何でも屋としても活動している特殊な事務所だった。
映画のサクラなどで仕事をこなしていた和人だったが、ある日、「カルト集団から旅館を守って欲しい」という依頼がスペアクに入る。カルト集団「ムスビル」が厄介そうな集団であることから綿密なシナリオを練り、スペアクの役者陣で演技練習を重ねることとなったが、あろうことか、和人が今回の依頼の中心メンバーに選ばれてしまう。しかし、和人には他人に隠していた特徴があった。それは、極度の緊張状態に陥ると気絶してしまうというものだった。

## 登場人物・キャスト

### 俳優事務所「スペシャルアクターズ」
演じることを使った何でも屋の側面もある俳優事務所。依頼者から様々な相談や悩みを受ける。
大野 和人(29)
演 - 大澤数人
家賃や電気代すら払えない、うだつの上がらない不器用な役者。超人的なパワーを持ったヒーローが主役の「レスキューマン」の大ファンで、セリフを一言一句間違えずに復唱できるほど。過去に父親（演 - 紺野ふくた）から受けた扱いがトラウマとなっており、気絶癖を持っている。警備員のバイトをしていたが、その気絶癖からクビになってしまう。宏樹に誘われ、気絶癖のリハビリも兼ねて「スペシャルアクターズ」の役者として働くことになるが、気絶癖の事実は周囲に隠している。緊張状態に陥らないように柔らかいボールを握ることで気持ちを落ち着けている。
大野 宏樹(25)
演 - 河野宏紀
和人の弟で、「スペシャルアクターズ」所属俳優の一人。かつては起業して金持ちになると和人に話していたが、現在は役者として稼ぎを得ていると語る。母親の葬式以来、久しぶりに再会した和人をスペアクに誘い、ともに仕事を行う。和人とは性格が全く異なり、器用な人間。和人の気絶癖を知っている数少ない人物。
富士松 卓也(44)
演 - 富士たくや
「スペシャルアクターズ」の社長。親しみやすい環境づくりのため、「社長」ではなく「ボス」と呼ばせるようにしている。どこか頼りない面がありつつも、自分が「ボス」であるプライドは持っている。社長自ら役者として現場に入ることもある。
富士松 鮎(25)
演 - 北浦愛
「スペシャルアクターズ」の社長の娘。演技指導係を務める社員で、口が悪い金髪の女性。役者として現場に入ることもある。過去に母親が詐欺に騙された経験がある。
田上 陽介(28)
演 - 上田耀介
「スペシャルアクターズ」の社員。シナリオの執筆を担当する、事務所のブレーン的存在。元詐欺師。緊急時には役者として現場に入ることもある。社長の富士松のことを頼りなく思っているためか、作戦会議の場を仕切ったり、頑なに「ボス」と呼ばずに「社長」と呼んだりする。
清水 八枝子(28)
演 - 清瀬やえこ
「スペシャルアクターズ」所属俳優の一人。眼鏡をかけている。役に入るとスイッチが入り、演技を激しくやりすぎてしまうきらいがある。
丹後 真由(32)
演 - 仁後亜由美
「スペシャルアクターズ」所属俳優の一人。占い師や霊能者といった胡散臭い役が得意。
鬼塚(28)
演 - 宮島三郎
「スペシャルアクターズ」所属俳優の一人。長髪の怖そうな男性。事務所で一番の下っ端の若手俳優。

### 非営利団体「ムスビル」
第七宇宙の惑星「ムスビル」に存在する全能の神ガゼウスから力を授かった多磨瑠様が地球の人々を救うために立ち上げられたとされる非営利団体。怪しげでぼったくりなグッズ販売もおこなう。おむすびをかたどった三角形を手で作り「ムッスー」と言う挨拶が特徴的。5年ほど前から関西から出てきて活動を始めた。
大和田 多磨瑠(22)
演 - 淡梨
カルト集団「ムスビル」の教祖とされる青年。神ガゼウスから超能力などの十の力を授かった代償に言葉を発せなくなったとされる。「多磨瑠様」と呼ばれる。実は怖がりな側面がある。
大和田 克樹(55)
演 - 三月達也
カルト集団「ムスビル」の教祖・多磨瑠の父親。多磨瑠から受けたテレパシーを信者に伝える役目を担っており、「ムスビル」を動かしている人物。普段は関西弁。「克樹様」と呼ばれる。
七海(28)
演 - 櫻井麻七
カルト集団「ムスビル」の女性幹部。持ち前の美貌で男性信者を誘惑しながら勧誘を行う。常に河田のそばにいる。
河田 隆弘(40)
演 - 川口貴弘
カルト集団「ムスビル」の男性幹部。能力開発セミナーの講師を務め、巧妙な口調で勧誘を行う。克樹の補佐役的な立場。
麻奈(50)
演 - 南久松真奈
セミナー受講後に新たにカルト集団「ムスビル」の信者となった女性。普段は冴えない主婦。入信後はすっかり敬虔な信者となっている。
山本(28)
演 - 山下一世
セミナー受講後に新たにカルト集団「ムスビル」の信者となった男性。気弱そうなヒラメ顔の青年。

### 旅館「めぶき」
津川 里奈(29)
演 - 津上理奈
旅館「めぶき」の女将。両親（父：演 - 深田誠剛、母：演 - 深澤千有紀）を交通事故で失ったことから若いながらも女将をしている。両親を失ったショックと女将として責任で滅入っているところ、「ムスビル」に勧誘されて信者になってしまい、「ムスビル」に旅館を譲渡しようとしてしまっている。「ムスビル」から「断口」を命じられ、常に無表情で一言も喋らない。和人は里奈の所作を、「レスキューマン」のヒロイン、キャサリンとたびたび重ねて見ている。
津川 祐未(18)
演 - 小川未祐
里奈の妹の女子高生。カルト集団から旅館を救ってほしいと、両親の遺産の自分の分の全てをつきつけ「スペシャルアクターズ」に依頼した。
廣瀬(40)
演 - 広瀬圭祐
旅館「めぶき」の番頭。先代の主人が亡き後、津川姉妹の面倒を見ている。

### その他
原田 拓己(32)
演 - 原野拓巳
気絶癖のある和人が通う「メンタルクリニック原田」の精神科の先生。
レスキューマン / ジョン(21)
演 - ド・ランクザン望
映画「レスキューマン」の主人公。手を前に突き出したポーズで「ヤッ」と超能力を使い、敵を超能力で吹き飛ばしたり、血を口から噴き出させたりする。
マイケル・テイラーという役者が演じている。世間的には全くヒットしなかったヒーロー映画だが、和人はテープが擦れきれるほど見返している。
そのほか、映画「レスキューマン」にはヒロインのキャサリン（演 - ピロイなおみ）や敵のビッグボス（演 - イアン・ムーア）が登場する。
永井(55)
演 - 永井秀樹
和人が受けたドラマオーディションの監督。オーディションを受ける役者に対し、「なんだその嘘くさい芝居は」と強く叱責する。
その他キャスト：原田大輔、五十嵐正貴、日向みお、星野たかお、吉岡そんれい、小西桃代、澤田和宏、川村安奈、竹井洋介、山岸門人、上村正子、金谷真由美、柳沢なな、はざま了、高木公佑、佐藤洸、坂本コウルド、藤井桂、松本行央、舘野翔平、真青ハヤテ

## スタッフ
- 監督・脚本・編集・宣伝プロデューサー：上田慎一郎
- 製作総指揮：大角正
- 製作：井田寛
- 企画：深田誠剛
- プロデューサー：橋立聖史、小野仁史
- ラインプロデューサー：石井智久
- 撮影：曽根剛
- 照明：本間光平
- 録音：宋晋瑞
- 美術・タイトルデザイン：秋元博
- 装飾：東克典
- 衣裳：馬場恭子
- ヘアメイク：望月志穂美
- 助監督：山下和徳
- アクション監督：HAYATE
- スタントコーディネーター：雲雀大輔
- メイキング：小路紘史
- 音楽：鈴木伸宏、伊藤翔磨
  - 主題歌：スペシャルアクターズ[注 1]「誰でもアクター」（作詞：鈴木伸宏・作曲：鈴木伸宏、伊藤翔磨）
- 監督補・オープニングイラスト・宣伝デザイン：ふくだみゆき
- 製作：松竹ブロードキャスティング
- 制作プロダクション：ランプ
  - 制作協力：PANPOCOPINA
- 配給：松竹

## 製作
2017年11月、ENBUゼミナール・シネマプロジェクト第7弾の上映会で上田慎一郎監督作『カメラを止めるな!』を観た松竹ブロードキャスティングの深田誠剛が、オリジナル映画プロジェクトの監督に上田が適任だとしてオファーをかけ、もともと深田のことを知っていたこともあり上田はこのオファーを承諾。すぐに企画が始動するはずだったが、翌2018年に『カメラを止めるな!』がロードショー公開されると異例の大ヒットを記録したことにより、監督の上田自身も宣伝活動に奔走していたため、本作のプロジェクトになかなか着手できなかった。
2018年12月にようやくオリジナル映画プロジェクト第7弾の企画が始動。ワークショップの開催を告知し、出演者の公募を行うと、全国から1500通超の応募があった。監督の上田は妻のふくだみゆきとともに書類選考を行い、200名まで絞り、翌2019年1月のオーディションで50名にまで絞った。2月上旬に25名ずつに分けてワークショップ形式のオーディションを実施し、最終的に15名の役者を選出してワークショップを行った。
選出された役者15名は、10年間で3本の役者活動しか行っていない者（大澤数人）や『カメラを止めるな!』のファンというだけの演技未経験者のOL（津上理奈）、テレビの再現ドラマで監督の上田を演じた役者（原野拓巳）など様々であり、殆どがまだ無名の役者であった。なお、選出にあたり、『カメラを止めるな!』で活躍した役者は応募してきていても書類選考の時点で落としており、他には、演技がある程度できるといった人物も落としたという。また、最終的にメインキャストとされるのは18名となったが、そのうち宮島三郎、山下一世、広瀬圭祐の3名は、選出された15名の役者ではない。但し、ワークショップ形式のオーディションに参加した50名のうちの3名であり、その中から追加で選出された形となる。そのほかのキャスト（レスキューマン役・ド・ランクザン望など）もその段階まで選考されていた役者を中心に起用している。
松竹BCのオリジナル映画プロジェクトは作家性を意識したもので、脚本も監督を上田が担当することになっており、オーディションで選んだ15名の個性を元に当て書きする形で脚本を執筆。当初は5人の冴えない超能力者を主人公としたSFアクション映画として脚本を書いていたが、予算の都合やプレッシャーから頓挫し、脚本の初稿をキャストに渡す当日に全て白紙に戻すことを告げた。キャスト15名全員が上田に脚本づくりに協力する形で企画会議に参加し、各人の提案したアイディアを取り入れ、4月に現在の形のプロットが完成し、同月16日に脚本初稿が完成。「プレッシャーで気絶しそうなる日々を送っていた」という上田の経験から、主人公の気絶癖設定は5月7日の決定稿で加わった。
5月7日にクランクイン。撮影期間は19日間で6月1日にクランクアップした。

## 公開
2019年9月25日、丸の内ピカデリーにてプレミア試写会を実施。
2019年10月18日より、松竹配給によって全国148館（2019年10月時点）で公開。松竹BCのオリジナル映画プロジェクトで製作された映画は、これまで松竹BC自体が配給したり、ビターズ・エンドやアーク・フィルムズが松竹BCと共同で配給に携わったりしてきたが、松竹BCの親会社である松竹が配給を担当したのは本作が初めてである。
新宿ピカデリーで行われた初日舞台挨拶にて、香港、マカオ、台湾、タイ、中国をはじめとしたアジア各国でも公開されることが発表された。

## 評価
公開初週の週末興行収入ランキングはトップ10入りを果たせなかった。
映画レビューサイト「coco」集計、2019年10月22日時点の「新作映画 Twitterツイート数ランキング」では1位を記録した。
2019年10月18日、19日公開作品を対象とした「ぴあ映画初日満足度ランキング」では、84.7点で6位だった。また、映画レビューサイト「Filmarks」の「10月第3週公開映画の初日満足度ランキング」では、レビュー数416件に対して平均3.59の評価で4位（邦画実写作品に限ると1位）だった。
映画雑誌『映画芸術』が発表している2019年度の日本映画ベストテン&ワーストテンでは、ワーストテンの10位に選出されてしまっている。

## サウンドトラック
本映画の公開に先駆けて、2019年10月11日にRambling RECORDSより発売。